# بخش لشوکونسکی
بخش لشوکونسکی (به لاتین: Leshukonsky District) یک منطقهٔ مسکونی در روسیه است که در استان آرخانگلسک واقع شده‌است.